# Anvers-Menin
Anvers-Menin (Antwerpen-Menen en néerlandais) est une ancienne course cycliste belge, disputée entre 1909 et 1928 entre Anvers et Menin en région flamande, ville à proximité de Lille. Cette course ouverte aux indépendants fut réservée aux Amateurs en 1909. 

## Palmarès
| Année | Vainqueur        | Deuxième                             | Troisième                        |
| ----- | ---------------- | ------------------------------------ | -------------------------------- |
| 1909  | Jules Coussement | Philippe Thys                        | Marcel Buysse                    |
| 1910  | Jules Wouters    | Louis Valckenaers                    | Auguste Dierickx                 |
| 1911  | Joseph Van Daele | Isidoor Mechant                      | Jean Rossius                     |
| 1912  | Jean Demarteau   | Dieudonné Gauthy                     | Charles Haidon                   |
| 1924  | Joseph Dervaes   | Louis Eelen                          | André Verbist                    |
| 1925  | Jules Huysmans   | Louis Verhelst                       | Florent Pepermans                |
| 1926  | Charles Meunier  | Achille Viaene ou Gustave Hombroeckx | Theo Roelen ou Maurice Van Laere |
| 1927  | Odiel Van Hevel  | Émile Joly                           | Karel Van Hassel                 |
| 1928  | Maurice Seynaeve | Achille Viaene                       | Theo Roelen                      |